# Clasificación para la Eurocopa Sub-21 de 2027
La clasificación para la Eurocopa Sub-21 de 2027 es el torneo que determinará a las selecciones clasificadas a la Eurocopa Sub-21 de 2027 a realizarse en Albania y Serbia, el torneo iniciará el 5 de junio de 2025 y finalizará en octubre de 2026.
51 selecciones nacionales miembros de la UEFA participarán en la competición clasificatoria. Los jugadores nacidos a partir del 1 de enero de 2004 podrán participar.
Dos equipos no participan en este torneo: Rusia fue suspendida el 28 de febrero de 2022 por la FIFA y la UEFA de todas las competiciones debido a su invasión de Ucrania,mientras que el equipo de Liechtenstein ha sido disuelto temporalmente en base a una decisión anunciada el 5 de octubre de 2022.

## Formato
La competición clasificatoria constará de las siguientes dos rondas:
- Fase de grupos de clasificación: Los 51 equipos se dividen en nueve grupos, seis grupos de seis equipos y tres grupos de cinco equipos. Todos los grupos se desarrollan bajo un sistema de todos contra todos en el que cada equipo juega dos veces contra sus rivales en partidos como local y visitante. Los nueve ganadores de grupo y el mejor segundo clasificado (sin contar los resultados contra el sexto clasificado) se clasificarán directamente para la fase final, mientras que los ocho segundos clasificados restantes avanzarán a la fase de play-offs.
- Play-offs: Los ocho equipos se dividirán en cuatro series para jugar partidos de ida y vuelta con una duración de ida y vuelta para determinar los últimos cuatro equipos clasificados.

### Reglas de clasificación
Los equipos se clasificarán según los puntos obtenidos en la fase de grupos (3 puntos por ganar, 1 punto por empatar y 0 puntos por perder). Si dos o más equipos terminan sus partidos empatados a puntos, se aplican los siguientes criterios de desempate (de acuerdo con el artículo 14.01).
1. Puntos logrados en los enfrentamientos directos entre ambos equipos.
2. Diferencia de goles en los enfrentamientos directos entre ambos equipos.
3. Goles marcados en los enfrentamientos directos entre ambos equipos.
4. Goles como visitante marcados en los enfrentamientos directos entre ambos equipos.
5. Si más de dos equipos están empatados y después de aplicar estos criterios de enfrentamientos directos, un subconjunto de equipos aún siguen empatados, se volverán a emplear dichos criterios exclusivamente a este subconjunto de equipos.
6. Diferencia de goles en todos los partidos del grupo.
7. Goles marcados en todos los partidos del grupo.
8. Goles como visitante marcados en todos los partidos del grupo.
9. Victorias en todos los partidos del grupo.
10. Victorias como visitante en todos los partidos del grupo.
11. Puntos de disciplina (tarjeta roja: 3 puntos, tarjeta amarilla: 1 punto, expulsión por doble amarilla en un encuentro: 3 puntos).
12. Coeficiente de la UEFA para los equipos nacionales.

## Sorteo
El sorteo de la fase de grupos se celebró el 4 de febrero de 2025.

## Fase de grupos

### Ranking de los segundos puestos
Solo se tienen en cuenta los resultados de los segundos clasificados contra los primeros, terceros, cuartos y quintos de su grupo, mientras que no se incluyen los resultados contra el sexto clasificado en grupos de seis equipos. Los nueve ganadores de grupo y el mejor segundo clasificado se clasifican directamente para la fase final. Los otros ocho segundos clasificados disputan una eliminatoria para determinar los cuatro finalistas restantes.